# Бистра (Бельський повіт)
Бистра (пол. Bystra) — село в Польщі, у гміні Вільковиці Бельського повіту Сілезького воєводства.
Населення — 4122 особи (2011).

## Демографія
Демографічна структура станом на 31 березня 2011 року:
|          | Загалом | Допрацездатний вік | Працездатний вік | Постпрацездатний вік |
| -------- | ------- | ------------------ | ---------------- | -------------------- |
| Чоловіки | 1940    | 358                | 1353             | 229                  |
| Жінки    | 2182    | 343                | 1290             | 549                  |
| Разом    | 4122    | 701                | 2643             | 778                  |